# New York Cops – NYPD Blue
New York Cops – NYPD Blue, kurz NYPD Blue, ist eine 1993 gestartete, anfangs umstrittene, aber später erfolgreiche US-amerikanische Fernsehserie. Bis 2005 entstanden 261 Episoden, die auf als weithin sehr realistisch anerkannte Weise den Arbeitsalltag der Ermittlungsabteilung einer fiktiven Polizeiwache des New York City Police Department im Stadtteil Manhattan zeigen. Charakteristisch sind die wackelige Kameraführung, der oft vulgäre Umgangston, der übermäßig hohe Grad an körperlicher Gewaltanwendung durch die Polizei sowie freizügige Sexszenen. Bezeichnend sind aber ebenfalls die intensiv charakterisierten Hauptfiguren und die Vielzahl von lang andauernden, Episoden übergreifenden Handlungssträngen, die auch das Privatleben der Charaktere einschließen. Zur Leitfigur der Serie entwickelte sich der Cop Andy Sipowicz, der von Dennis Franz dargestellt wurde und als einzige Figur in allen Episoden mitwirkte.
NYPD Blue wurde mit einer Sendedauer von zwölf Jahren die in der Geschichte des US-Fernsehsenders ABC am längsten ausgestrahlte Dramaserie und zudem eine der bisher längsten amerikanischen Polizeiserien. Sie wurde insgesamt 84-mal für den Emmy nominiert, davon allein 27-mal nach der ersten Staffel, und konnte ihn 20-mal gewinnen, darunter 1995 in der wichtigsten Kategorie „Beste Dramaserie“. Zudem wurde die Serie viermal mit dem Golden Globe prämiert.
In Deutschland erlangte die Serie keinen ähnlichen Erfolg. Bislang wurden hier nur 154 von 261 Episoden im Free-TV ausgestrahlt, 219 Episoden synchronisiert und die ersten zwei Staffeln auf DVD veröffentlicht.

## Besetzung
| Dienstgrad bzw. Funktion | Rollenname       | Schauspieler        | Hauptrolle (Staffeln) | Hauptrolle (Episoden) | Nebenrolle (Staffeln) | Deutsche Synchronstimme                    |
| ------------------------ | ---------------- | ------------------- | --------------------- | --------------------- | --------------------- | ------------------------------------------ |
| Detective, Sergeant      | Andy Sipowicz    | Dennis Franz        | 01–12                 | 01–261                |                       | Hans Sievers Achim Buch (ab Staffel 9)     |
| Detective                | John Kelly       | David Caruso        | 01–2                  | 01–26                 |                       | Lutz Mackensy                              |
| Lieutenant, Captain      | Arthur Fancy     | James McDaniel      | 01–8                  | 01–167                |                       | Ben Hecker                                 |
| Detective, Sergeant      | James Martinez   | Nicholas Turturro   | 01–7                  | 01–138                |                       | Lutz Schnell                               |
| Staatsanwältin           | Laura Michaels   | Sherry Stringfield  | 01                    | 01–22                 |                       | Giulia Follina                             |
| Polizistin               | Janice Licalsi   | Amy Brenneman       | 01–2                  | 01–24                 |                       | Katja Brügger                              |
| Detective                | Greg Medavoy     | Gordon Clapp        | 02–12                 | 023–261               | 1                     | Holger Mahlich Joshy Peters (ab Staffel 9) |
| Sekretärin               | Donna Abandando  | Gail O’Grady        | 02–3                  | 023–65                | 1, 6                  | Monika Barth                               |
| Staatsanwältin           | Sylvia Costas    | Sharon Lawrence     | 02–4, 6               | 023–88, 111–120       | 1, 5–6                | Hildegard Krekel                           |
| Detective                | Bobby Simone     | Jimmy Smits         | 02–6                  | 027–115               | 12                    | Charles Rettinghaus                        |
| Detective                | Adrienne Lesniak | Justine Miceli      | 03                    | 045–66                | 2                     | Astrid Kollex                              |
| Detective                | Diane Russell    | Kim Delaney         | 03–8                  | 045–172               | 2, 10–11              | Katja Brügger                              |
| Detective                | Jill Kirkendall  | Andrea Thompson     | 05–7                  | 089–154               | 4                     | Angela Stresemann                          |
| Detective                | Danny Sorenson   | Rick Schroder       | 06–8                  | 116–174               |                       | Sascha Draeger                             |
| Sekretär                 | John Irvin       | Bill Brochtrup      | 06–12                 | 123–261               | 2–3, 5–6              | Jesse Grimm                                |
| Detective                | Baldwin Jones    | Henry Simmons       | 07–12                 | 139–261               |                       | Martin Lohmann                             |
| Staatsanwältin           | Valerie Haywood  | Garcelle Beauvais   | 08–11                 | 165–241               | 8                     | Britta Boehlke                             |
| Detective                | Connie McDowell  | Charlotte Ross      | 08–11                 | 166–233               | 8                     | Vanessa Czapla                             |
| Lieutenant               | Tony Rodriguez   | Esai Morales        | 08–11                 | 168–232               | 8                     | Erik Schäffler Roman Rossa (ab Staffel 9)  |
| Detective                | John Clark, Jr.  | Mark-Paul Gosselaar | 09–12                 | 175–261               |                       | Tobias Kluckert                            |
| Detective                | Rita Ortiz       | Jacqueline Obradors | 09–12                 | 182–261               |                       |                                            |
| Sergeant                 | Eddie Gibson     | John F. O’Donohue   | 11                    | 233–241               | 7–11                  | Klaus Jepsen Ulrich Pleßmann               |
| Lieutenant               | Thomas Bale      | Currie Graham       | 12                    | 242–261               |                       |                                            |
| Detective                | Laura Murphy     | Bonnie Somerville   | 12                    | 242–261               |                       |                                            |
|                          | Theo Sipowicz    | Austin Majors       |                       |                       | 6–12                  |                                            |

## Fernsehausstrahlung
In den USA zeigte der Sender ABC die Serie von September 1993 bis März 2005 im Abendprogramm.
In Deutschland wurden zwischen September 1994 und März 1997 die ersten drei Staffeln in der Primetime durch ProSieben ausgestrahlt. Die vierte Staffel sendete ProSieben zwischen Oktober 1998 und März 1999 im Nachtprogramm. Darauf folgte eine mehrjährige Erstausstrahlungspause, während der nur zeitweise Wiederholungen gezeigt wurden, sowohl bei ProSieben als auch bei kabel eins. Erst im Juli 2006 begann Sat.1 mit der Erstausstrahlung der 5. Staffel, brach diese jedoch nach nur sieben Episoden wegen zu geringer Einschaltquoten wieder ab. Weitere Episoden waren im deutschen Free-TV bislang noch nicht zu sehen. Nur im Bezahlfernsehen Premiere wurden schon die ersten sieben Staffeln ausgestrahlt. Die achte Staffel wurde erstmals vom 13. September 2009 bis zum 9. März 2010 auf Deutsch in Österreich auf dem Sender Austria 9 gezeigt. Jedoch wurden dabei nur die ersten 15 Folgen gezeigt. Am 15. Juni 2022 wurden die restlichen fünf Folgen der 8. Staffel, in deutscher Synchronfassung, auf Disney+ veröffentlicht. Seit dem 25. Januar 2023 gibt es auf Disney+ die 9. Staffel zum Abruf und die 10. Staffel seit dem 8. März 2023.

## DVD-Veröffentlichung
NYPD Blue ist im deutschsprachigen Raum auch auf DVDs im Ländercode (RC) 2 erhältlich. Bislang wurden von der Produktionsfirma 20th Century Fox die ersten beiden Staffeln veröffentlicht. Staffel 1 erschien im Februar 2006 und Staffel 2 im Mai 2006. Jedes der Staffel-Sets enthält sechs DVDs, auf denen sich bis zu vier Episoden befinden. Je zwei DVDs stecken in drei Amarays pro Box. Die Episoden verfügen über die deutsche und die englische Tonspur in Dolby Digital.

## Auszeichnungen
Die Tabelle zeigt die Anzahl der Emmy-Nominierungen und -Prämierungen je Staffel.
| Staffel       | 1  | 2  | 3  | 4  | 5  | 6 | 7 | 8 | 9 | 10–12 | Summe |
| ------------- | -- | -- | -- | -- | -- | - | - | - | - | ----- | ----- |
| Nominierungen | 27 | 13 | 11 | 11 | 10 | 8 | 2 | 1 | 1 | –     | 84    |
| Prämierungen  | 6  | 3  | 1  | 4  | 3  | 3 | – | – | – | –     | 20    |

## Zusatzinformationen
- Dennis Franz ist der einzige Schauspieler, der in allen 261 Folgen der Serie auftrat.
- Die Episoden 97, 110, 115 und 131 aus den Staffeln 5 und 6 haben mit jeweils ca. 65 Minuten eine um ca. 20 Minuten längere Laufzeit als die anderen Episoden.